# 任崇高
任崇高（1881年—1974年），字仰之，男，四川泸州人，中国政治人物、教育家、社会活动家，江苏省政协原副主席，第三、四届全国政协委员。